# Plume (exogeologia)
En astrogeologia, plume (plural plumes, abr. PU) és una paraula llatina que significa «plomall» que la Unió Astronòmica Internacional (UAI) utilitza per indicar formacions geològiques extraterrestres caracteritzades per emissions de columnes de vapors a causa del criovulcanisme. Les úniques estructures d'aquest tipus s'han identificat a Tritó, el principal satèl·lit natural de Neptú.
Juntament amb el centre eruptiu (eruptive center, ER) és l'únic terme per a la designació de les característiques exogeològiques adoptades per la UAI que no està en llatí.

## Llista deplumesde Tritó
| Plume    | Latitud | Longitud | Diàmetre (km) | Epònim                                | Referències |
| -------- | ------- | -------- | ------------- | ------------------------------------- | ----------- |
| Hili     | 57 S    | 35 E     | 0             | Hili, esperit de l'aigua zulú         | 2504        |
| Mahilani | 50,5 S  | 359,5 E  | 0             | Mahilani, esperit de l'aigua de Tonga | 3590        |